# What the Hell Have I
What the Hell Have I è un singolo del gruppo rock statunitense Alice in Chains, pubblicato nel 1993 ed estratto dalla colonna sonora del film Last Action Hero - L'ultimo grande eroe.

## Tracce
1. What the Hell Have I
2. A Little Bitter
3. Rooster (Live)

## Video
Il videoclip della canzone è stato diretto da Rocky Schenck.

## Formazione
- Layne Staley – voce
- Jerry Cantrell – chitarra, voce
- Mike Inez – basso
- Sean Kinney – batteria, percussioni

## Classifiche
| Classifica (1993)             | Posizione massima |
| ----------------------------- | ----------------- |
| Stati Uniti (mainstream rock) | 19                |